# Rue des Lilas
La rue des Lilas est une voie du 19e arrondissement de Paris, en France.

## Situation et accès
La rue des Lilas est une voie publique située dans le 19e arrondissement de Paris. Elle débute au 13, rue Louise-Thuliez et se termine 117, boulevard Sérurier.

## Origine du nom
Elle porte ce nom en raison du voisinage de la commune des Lilas.

## Historique
Cette voie de l'ancienne commune de Belleville est tracée sur le plan de Roussel de 1730 et est classée dans la voirie parisienne par un décret du 23 mai 1863.
Les locaux de l'entreprise Riou et fils (1890-2005), menuiserie bois et matières plastiques, étaient situés au n°12 de la rue. Le centenaire de l'entreprise fut célébré en 1990. 
Au no 39, au croisement avec la rue de Mouzaïa, se trouve le cinéma Le Provence entre 1937 et 1971.

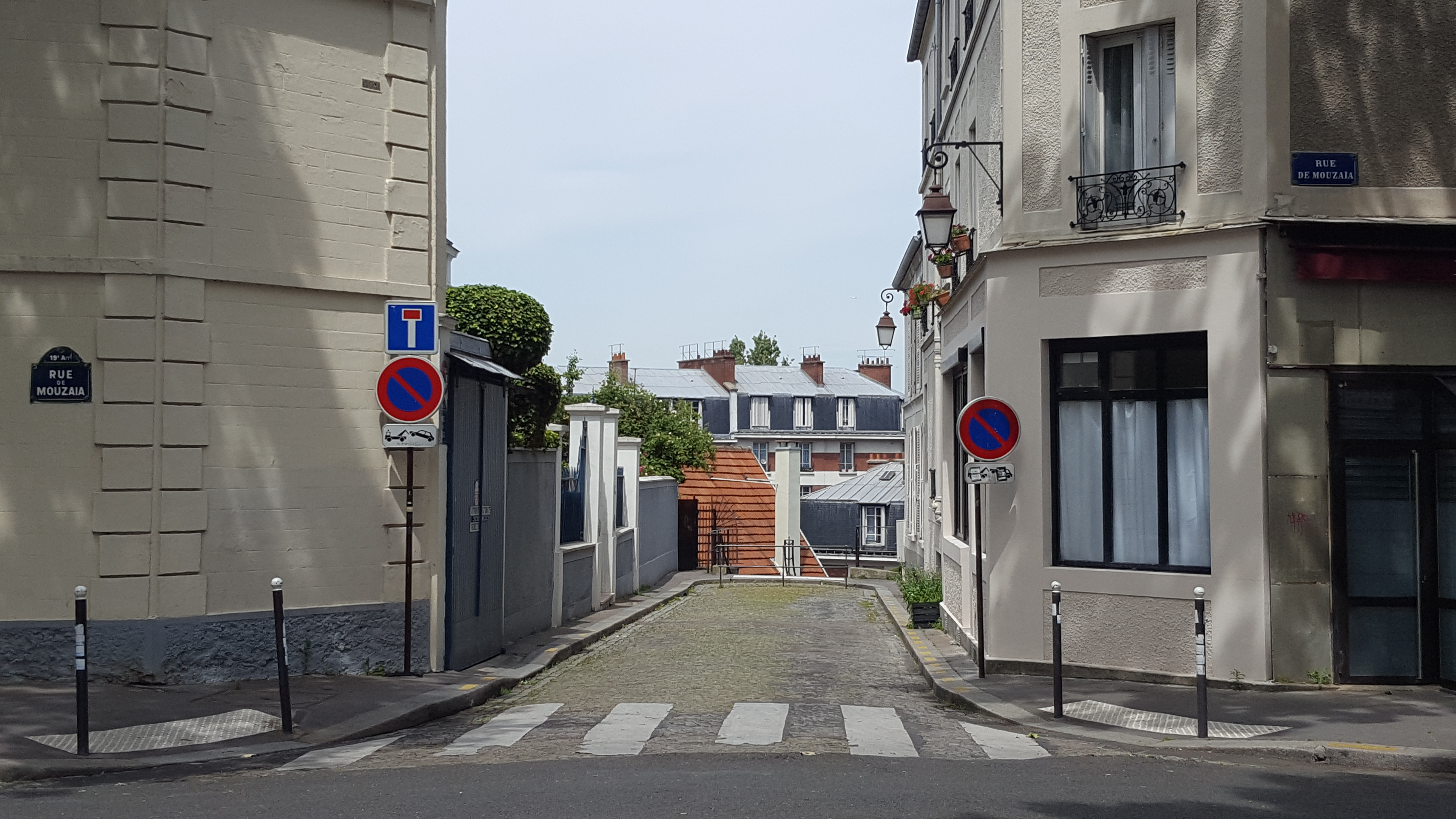
La rue des Lilas, vue sud depuis de la rue de Mouzaïa.
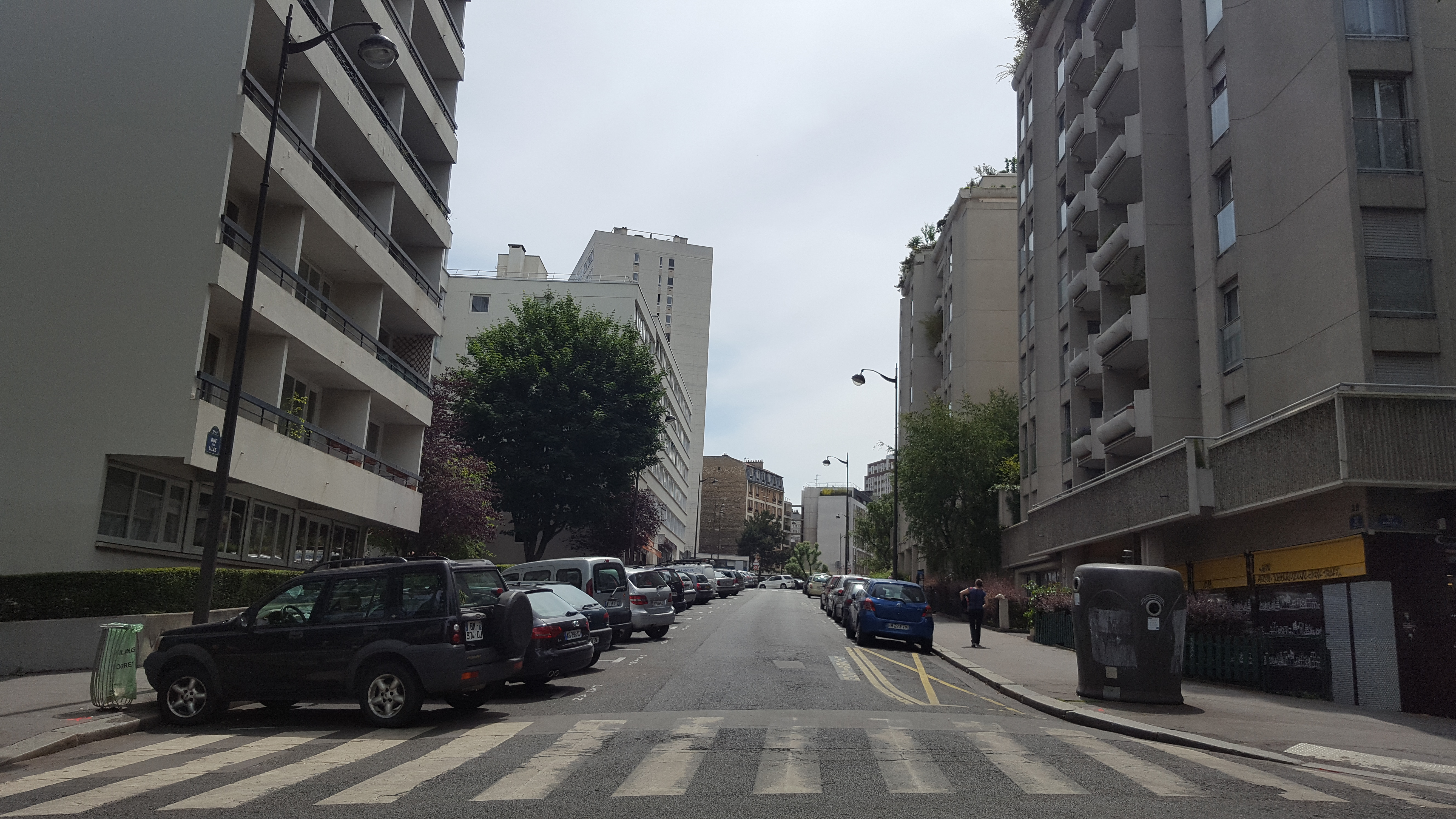
La rue des Lilas, vue nord depuis de la rue de Mouzaïa.